# لینکلن، انتاریو
لینکلن، انتاریو (به انگلیسی: Lincoln, Ontario) یک منطقهٔ مسکونی در کانادا است که در شهرستان نایاگارا واقع شده‌است. لینکلن ۲۳٬۷۸۷ نفر جمعیت دارد.